# Inbound marketing
Inbound marketing je soubor aktivit, které se snaží přivést návštěvníka, z nějž se stane spokojený zákazník. Oproti tradičním "outbound" aktivitám (billboardy, TV a radio reklama, bannerová reklama) netlačí reklamu směrem k zákazníkům, ale získává jejich pozornost, přivádí je na web, a to většinou díky tvorbě užitečného a zajímavého obsahu. Inbound marketing hledá nejlepší cestu, jak z lidí, kteří danou firmu ještě neznají, udělat zákazníky, kteří ji budou dále doporučovat.
Zpravidla jde o neplacený marketing v tom smyslu, že firma neplatí webu, na kterém ji uživatel najde.  
Od klasického marketingu se inbound liší v mnoha směrech: orientuje se na vysvětlení přínosu produktu (místo představení samotného produktu), soustřeďuje se na obousměrnou komunikaci (na rozdíl od jednosměrné komunikace běžné v reklamě) a snaží se zákazníka vzdělávat, bavit a zapojit (místo obvyklého vtiskování loga a dalších prvků korporátní identity).
Jako prostředek pro publikování kvalitního obsahu se často používá firemní nebo osobní blog. Velmi oblíbený je blogovací systém WordPress, který je zdarma i pro komerční použití. Obsahem nemusí být pouze zajímavý publikovaný článek, ale i obrázky, návody, videa a další média. 

## Co je součástí inbound marketingu
- obsahový marketing - tvorba užitečného obsahu je základem inbound marketingu
- vyhledávače a optimalizace webu, aby byla firma ve vyhledávačích dohledatelná
- sociální sítě - kampaně pro šíření obsahu a získávání fanoušků
- newslettery
- PR - aby se o firmě mluvilo
- analytika webových stránek - sledování pohybu návštěvníků
- péče o zákazníky - aby firmu její zákazníci doporučovali dál